# Suazi na Mistrzostwach Świata w Lekkoatletyce 2015
Suazi na Mistrzostwach Świata w Lekkoatletyce 2015 – reprezentacja Suazi podczas Mistrzostw Świata w Pekinie liczyła 1 zawodnika, który nie zdobył medalu.

## Występy reprezentantów Suazi
| Konkurencja            | Zawodnik           | Runda 1    | Runda 1 | Półfinał | Półfinał | Finał    | Finał   |
| Konkurencja            | Zawodnik           | Rezultat   | Pozycja | Rezultat | Pozycja  | Rezultat | Pozycja |
| ---------------------- | ------------------ | ---------- | ------- | -------- | -------- | -------- | ------- |
| Bieg na 200 m mężczyzn | Sibusiso Matsenjwa | 20,78 (SB) | 41.     | NQ       | NQ       | NQ       | NQ      |